# STS-51
STS-51 (englisch Space Transportation System) war eine Bezeichnung für eine Mission des US-amerikanischen Space Shuttles Discovery (OV-103) der NASA. Der Start erfolgte am 12. September 1993. Es war die 57. Space-Shuttle-Mission und der 17. Flug der Raumfähre Discovery.

## Mannschaft
- Frank Culbertson (2. Raumflug), Kommandant
- William Readdy (2. Raumflug), Pilot
- James Newman (1. Raumflug), Missionsspezialist
- Daniel Bursch (1. Raumflug), Missionsspezialist
- Carl Walz (1. Raumflug), Missionsspezialist

## Missionsverlauf

### Startversuche und Start
Besonders an dieser Mission war die Tatsache, dass sich die Crew zum Zeitpunkt der drei Startabbrüche jedes Mal bereits an Bord der Raumfähre befand und diese anschließend wieder verlassen musste.
- Der erste Startversuch am 17. Juli 1993 musste aufgrund eines Problems mit einem pyrotechnischen Controller in einem der Feststoffbooster abgebrochen werden.
- Der zweite Startversuch am 24. Juli musste aufgrund eines weiteren Defektes des rechten SRB abgebrochen werden.
- Der dritte Startversuch am 12. August verlief zunächst erfolgreich bis zur Zündung der drei Haupttriebwerke. Drei Sekunden vor dem Abheben mussten die Triebwerke wieder abgeschaltet und der Start abgebrochen werden. Der Treibstoffdurchflussmesser eines Triebwerks war defekt. Dieser sogenannte RSLS-Abbruch (Redundant Set Launch Sequencer) wird automatisch ausgeführt, wenn die Überwachungscomputer eine technische Störung der Triebwerke bei der Zündung feststellen.
- Der vierte Startversuch am 12. September war schließlich erfolgreich und die Discovery startete um 11:45 UTC zu ihrem 17. Flug.

### Missionsüberblick

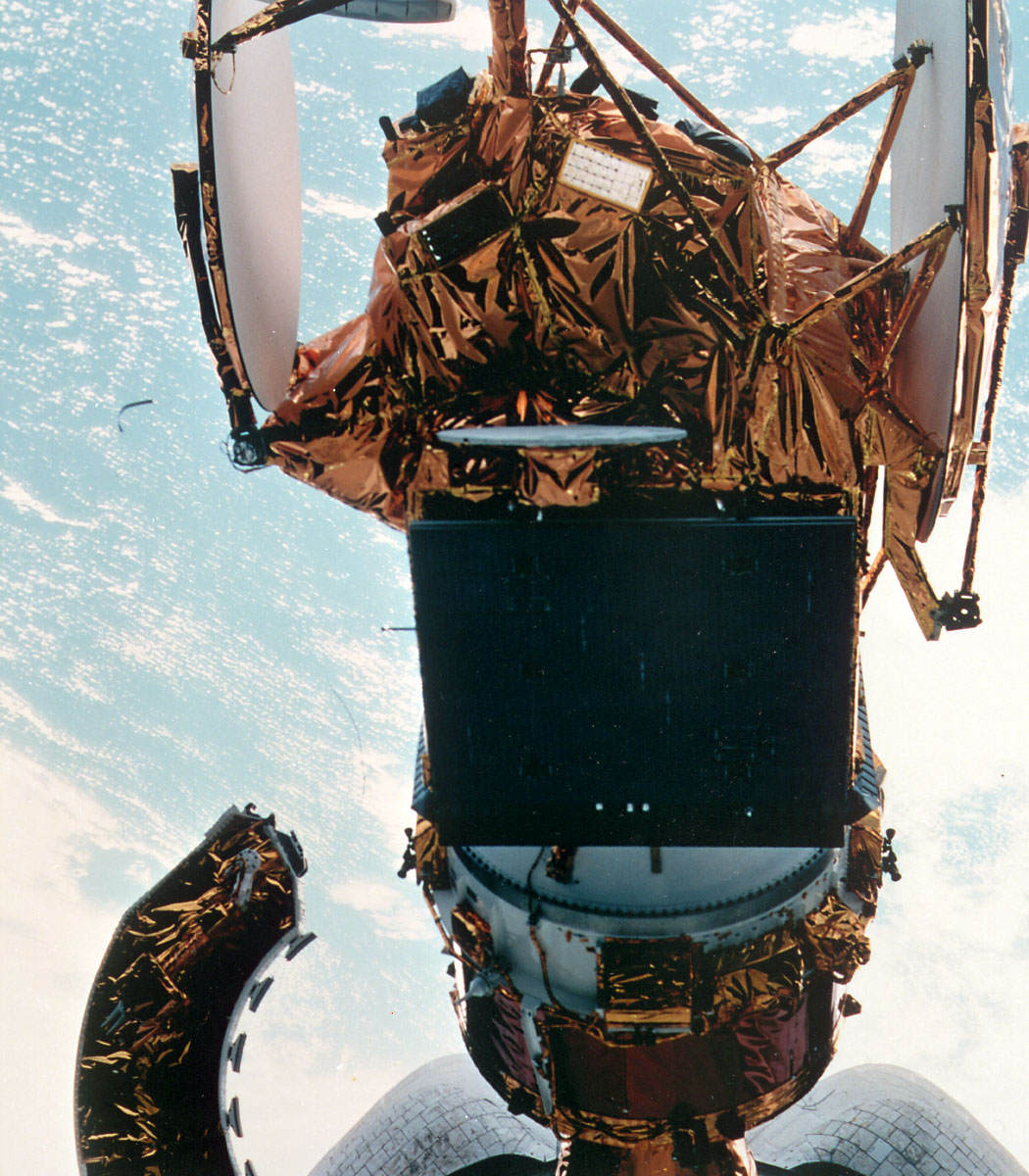
Aussetzen des ACT-Satelliten

Hauptziel der Mission war das Aussetzen des Advanced Communications Technology Satellite (ACTS) und des Orbiting Retrievable Far and Extreme Ultraviolet Spectrometers (ORFEUS), montiert auf dem Shuttle Pallet Satellite (SPAS). Letzterer war mit US-amerikanischen und deutschen wissenschaftlichen Experimenten bestückt, darunter einem Ultraviolett-Spektrometer. Außerdem befand sich darauf eine IMAX-Filmkamera, mit der Szenen für den Kinofilm Destiny in Space gedreht wurden.
Bei dem ACT-Satelliten handelte es sich um einen experimentellen Kommunikationssatelliten. Nach dem Aussetzen am ersten Flugtag wurde dieser mittels der Transfer Orbit Stage der Orbital Sciences Corporation auf eine geostationäre Umlaufbahn transportiert. Vorausgegangen war eine Verzögerung, da es eine halbe Stunde vor dem geplanten Aussetzen Kommunikationsprobleme zwischen dem Johnson Space Center und dem Shuttle gab. Dies wurde durch die Änderung der Frequenz der S-Band-Kommunikationseinheit behoben.

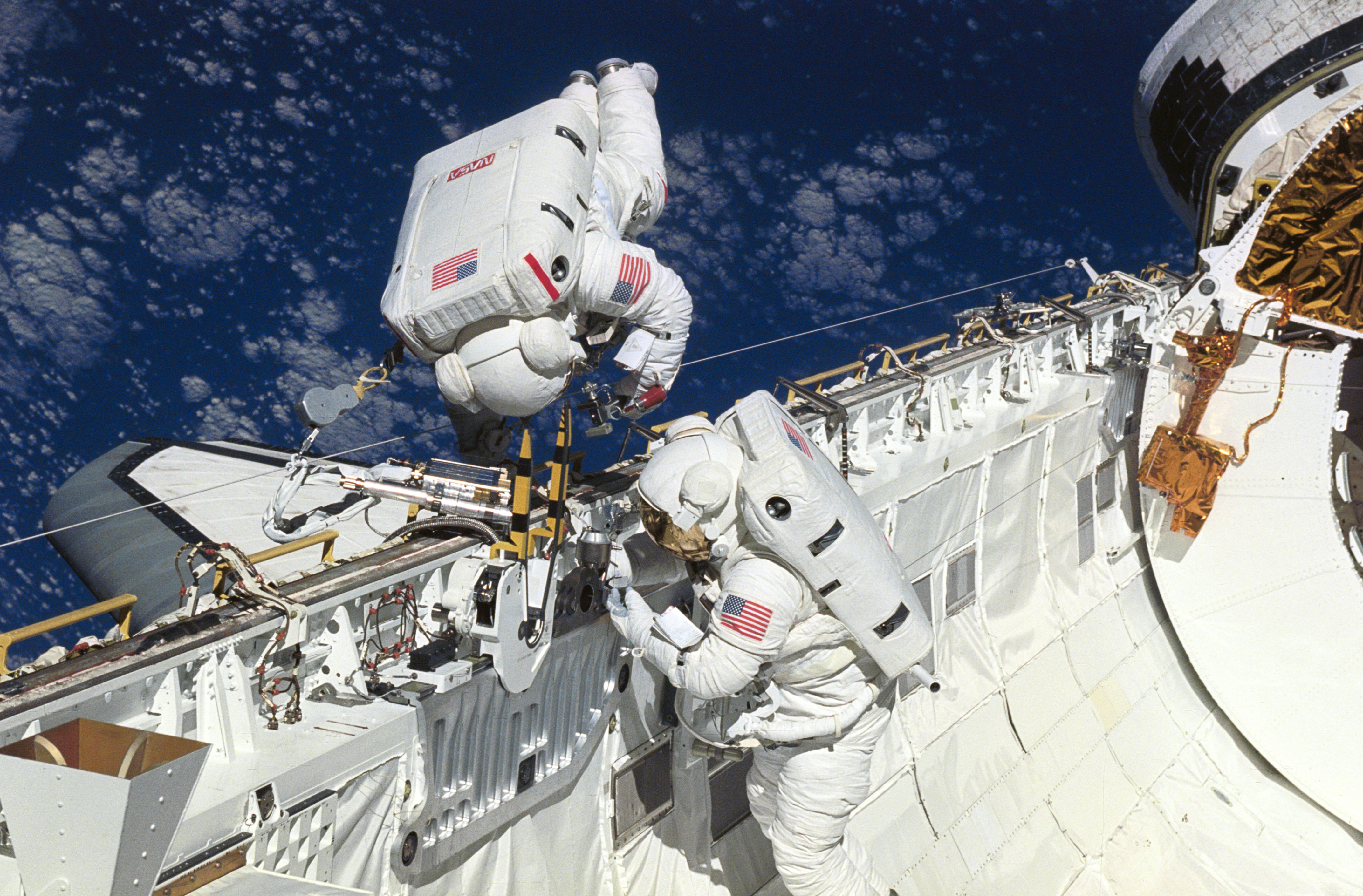
Newman und Walz während der EVA

Am 16. September führten die Missionsspezialisten Newman und Walz einen siebenstündigen Außenbordeinsatz durch. Dabei erprobten sie verschiedene Werkzeuge sowie Halterungen und Fußrasten, die die Astronauten während der Wartungsmission des Hubble-Weltraumteleskops im Dezember nutzen sollten. Da die Besatzung schneller als vorgesehen war, konnten zusätzlich weitere Versuche durchgeführt werden. Allerdings ließ sich anschließend eine Werkzeugbox nicht wie vorgesehen schließen, sodass die EVA um 45 Minuten verlängert werden musste und somit eine Gesamtdauer von sieben Stunden und fünf Minuten erreichte.
Innerhalb der Kabine wurden außerdem verschiedene biologische Versuche sowie Materialforschungsexperimente durchgeführt. Unter anderem wurde mit einem auf dem Unterdeck der Discovery montierten Ergometer die Auswirkung der Schwerkraft auf menschliche Muskelzellen untersucht. Als Vorbereitung für zukünftige Missionen zu Raumstationen wurde testweise eine Brennstoffzelle abgeschaltet und anschließend neu gestartet.
Nach sechs Tagen wurde die frei fliegende ORFEUS-Palette, die sich zwischendurch bis zu ungefähr 65 km von der Discovery entfernt hatte, mit Hilfe des Roboterarms Canadarm eingefangen und in der Nutzlastbucht verstaut. Anschließend wurden alle nicht benötigten Teile in der Kabine verstaut und der Orbiter auf die Landung vorbereitet.
Nach 158 Erdumrundungen landete die Discovery planmäßig am 22. September um 07:56:11 UTC auf der Shuttle Landing Facility am Kennedy Space Center in Florida. Dies war die erste Nachtlandung eines Space Shuttles an diesem Landeplatz.